# Чесниківська сільська рада
| Чесниківська сільська рада — орган місцевого самоврядування у Рогатинському районі Івано-Франківської області з адміністративним центром у с. Чесники. Утворена 13 березня 1992 року. Сільській раді підпорядковані населені пункти: - с. Чесники |

## Склад ради
Рада складається з 16 депутатів та голови.

### Керівний склад ради
| ПІБ                       | Основні відомості                                                             | Дата обрання | Дата звільнення |
| ------------------------- | ----------------------------------------------------------------------------- | ------------ | --------------- |
| Нагірняк Олег Северинович | Сільський голова, 1964 року народження, освіта, безпартійний                  | 26.03.2006   | 31.10.2010      |
| Нагірняк Олег Северинович | Сільський голова, 1974 року народження, освіта незакінчена вища, безпартійний | 31.10.2010   |                 |

Примітка: таблиця складена за даними джерела